# Wilfriede Hoffmann

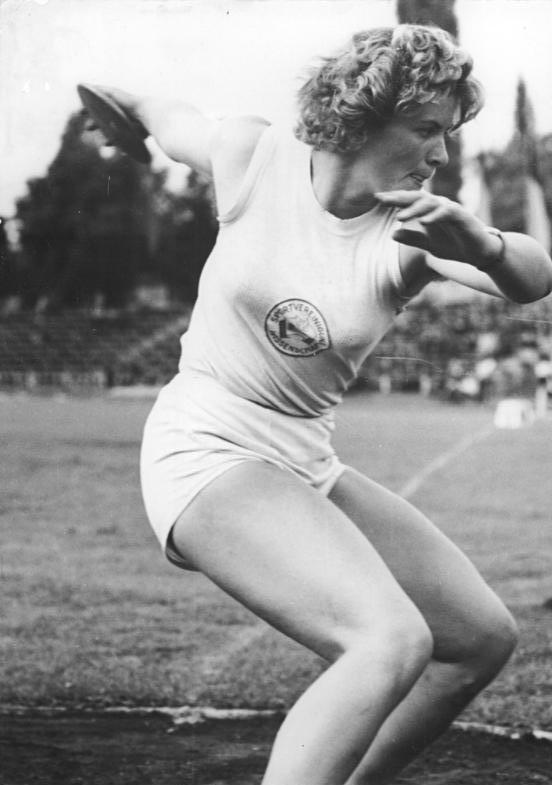
Wilfriede Hoffmann, 1956

Wilfriede Hoffmann, geb. Tews (* 27. November 1932 in Rattai, Polen; † 28. Januar 2010 in Leipzig) war eine Leichtathletin aus der Deutschen Demokratischen Republik (DDR). Bei den Europameisterschaften 1962 belegte sie den fünften Platz im Kugelstoßen.

## Karriere
Wilfriede Tews erreichte 1952 ihre erste Platzierung bei DDR-Meisterschaften, als sie den sechsten Platz im Diskuswurf belegte. 1953 wurde sie im Kugelstoßen mit 11,96 m Zweite hinter Charlotte Niemann, im Diskuswurf platzierte sie sich mit 37,64 m als Dritte hinter Ruth Wiederhold und Ruth Uckel. Im Kugelstoßen gewann sie von 1954 bis 1956 drei Titel in Folge, im Diskuswurf wiederholte sie 1954 ihren dritten Platz, gewann den Titel 1955 und belegte 1956 den zweiten Platz hinter Irene Stechemesser. Für die gesamtdeutsche Mannschaft, die zu den Olympischen Spielen 1956 nach Melbourne reisen durfte, qualifizierte sich in Tews' Disziplinen nur Johanna Lüttge, die bei den DDR-Meisterschaften im Kugelstoßen Zweite hinter Tews geworden war, alle anderen Startplätze gingen an Sportlerinnen aus der Bundesrepublik Deutschland (BRD).
1957 wurde Wilfriede Tews in beiden Disziplinen Vizemeisterin, bei den DDR-Meisterschaften im Kugelstoßen gewann bis 1960 Johanna Lüttge, im Diskuswurf siegte bis 1961 Doris Müller. 1958 belegte Tews in beiden Disziplinen den dritten Platz bei den Meisterschaften und konnte sich jeweils nicht für die Europameisterschaften 1958 in Stockholm qualifizieren. 1960 siegte bei den DDR-Meisterschaften im Kugelstoßen Johanna Lüttge vor Renate Garisch und Wilfriede Hoffmann, die 1959 geheiratet hatte. Diese drei Athletinnen reisten auch nach Rom zu den Olympischen Spielen. Lüttge gewann dort Silber, Garisch wurde Sechste und Hoffmann belegte mit 15,14 m den achten Platz. 1961 und 1962 gewann Garisch jeweils den DDR-Meistertitel im Kugelstoßen vor Hoffmann, Dritte wurde 1962 Johanna Hübner, wie Johanna Lüttge jetzt hieß. Alle drei Kugelstoßerinnen qualifizierten sich auch für die Europameisterschaften 1962 in Belgrad. Dort belegte Hoffmann mit 15,75 m den fünften Platz. 
Wilfriede Hoffmann hatte bei einer Größe von 1,68 m ein Wettkampfgewicht von 78 kg. Sie startete für den SC DHfK Leipzig und schloss an der DHfK auch ihre Sportlehrerausbildung ab. 

## Rekorde und Bestleistungen
Im Diskuswurf stellte Wilfriede Tews 1955 vier DDR-Rekorde auf, von 44,54 m im ersten Rekord steigerte sie den Rekord auf 48,29 m. Ihre Bestleistung von 49,55 m erreichte sie 1957.
Im Kugelstoßen konnte sie ebenfalls vier DDR-Rekorde aufstellen, von 13,33 m 1954 bis 15,01 m 1956. Ihre Bestleistung stellte sie als Wilfriede Hoffmann 1962 mit 16,51 m auf. 

## Familie
Ihr Sohn ist der Leipziger Kabarettist Meigl Hoffmann.